# Classe United States

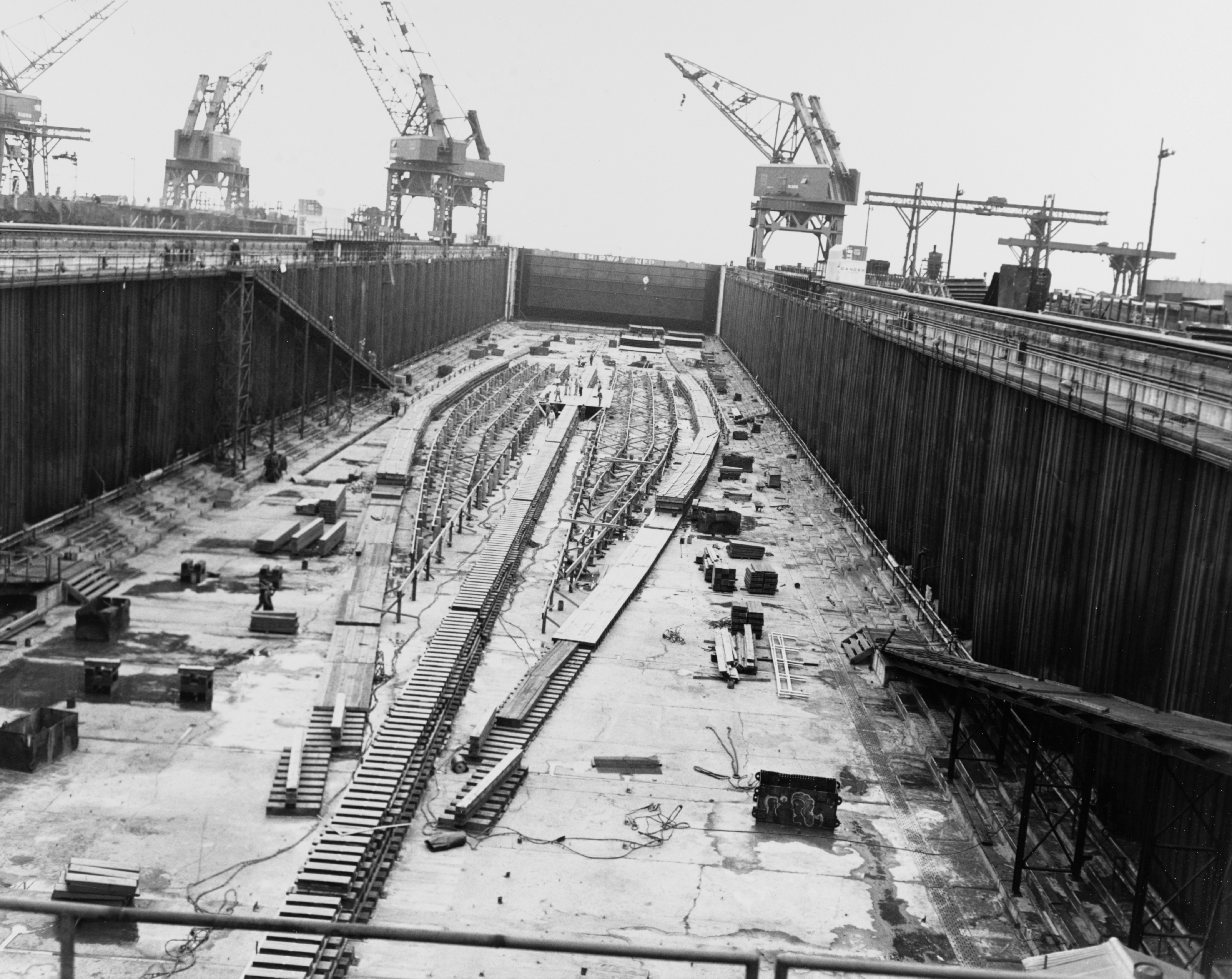
USS United States (CVA-58) em construção no Newport News Drydock and Shipbuilding em 1949.

Classe United States identifica uma classe de porta-aviões da Marinha dos Estados Unidos.

## Porta-aviões
- USS United States (CVA-58)